# Proporzec harcerski

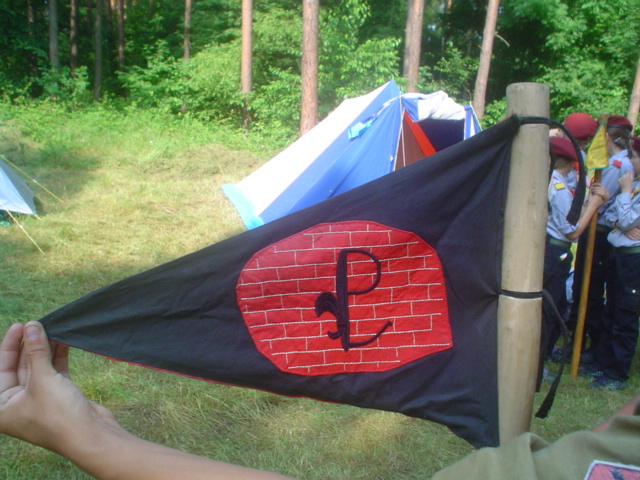
Proporzec 31 JŚDHS należącej do Organizacji Harcerskiej „Rodło”, strona prawa

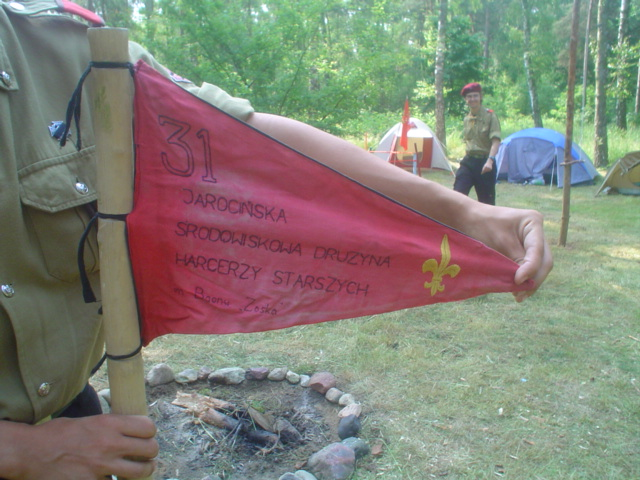
Ten sam proporzec, strona lewa

Kilka proporców różnych jednostek z OH „Rodło”

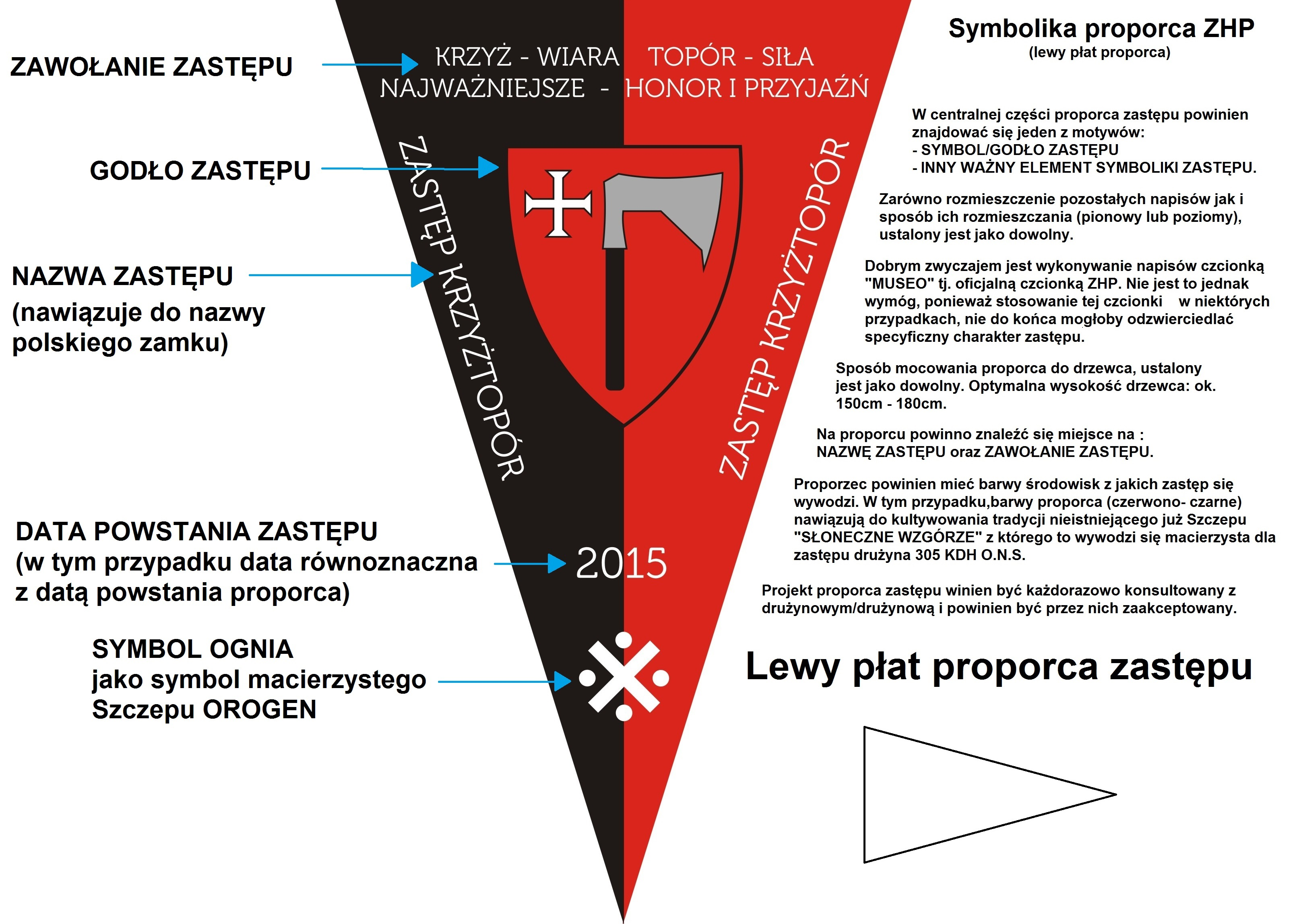
Opis symboliki proporca zastępu harcerskiego – lewy płat

Proporzec harcerski – specyficzne weksylium, reprezentujące pewną określoną jednostkę harcerską. Proporce są oznaką suwerenności jednostki. W przeciwieństwie do sztandarów, ich wygląd, wykonanie i zatwierdzanie regulują zasady panujące w poszczególnych środowiskach harcerskich. Proporce odgrywają kluczową rolę w systemie obrzędowości jednostki. Proporzec, podobnie jak chorągiew, występuje tylko w jednym egzemplarzu.

## Wygląd
Proporzec harcerski składa się z dwustronnego płata oraz drzewca, zakończonego niekiedy głowicą w kształcie lilijki lub innym. Lewa strona płatu przeznaczona jest dla jednostki posiadającej proporzec, i zazwyczaj przedstawia jej godło oraz nazwę, na tle jej barw. 
Prawa strona zarezerwowana jest dla jednostki nadrzędnej dla posiadającej sztandar. Stąd, zastępy noszą na tej stronie swoich proporców nazwy i symbole swoich drużyn, a drużyny – szczepów. U szczepów, związków drużyn a także drużyn nie przynależących do żadnej jednostki fakultatywnej, prawa strona może być dowolna. W innym wariancie, lewa strona zawiera godło i barwy jednostki posiadającej proporzec, z kolei na prawej umieszcza się nazwę tej jednostki, na tle barw jednostki nadrzędnej.
Kształt płatu jest dowolny, także sposób jego mocowania i technika wykonania są zależne od twórcy i jednostki. Jednak najbardziej popularne są proporce w kształcie trójkąta równoramiennego oraz kwadratu.

## Jednostki noszące proporzec
Typowymi posiadaczami własnych proporców są zastępy, drużyny (każdego poziomu), szczepy oraz związki drużyn, a także wszystkie inne jednostki, działające na ich prawach. Oprócz tego, wyróżnia się tzw. obozówki, czyli proporce obozów harcerskich, oraz proporce drużynowego. Te ostatnie są to jednak w praktyce proporce zastępów zastępowych.
Jedynym wyjątkiem są gromady zuchowe, posiadające zamiast proporców totemy, które zamiast płatu tkaniny mają na szczycie drzewca zatknięty symbol gromady. Hufce i chorągwie posiadają tylko sztandary.

## Znaczenie w obrzędowości
Ponieważ proporzec jest znakiem odrębności i samodzielności, różne środowiska wykształciły specyficzne zwyczaje i obrzędy, związane z jego noszeniem.
Bardzo często, samo wykonanie proporca nie uprawnia jednostki do jego noszenia. Aby takie prawo uzyskać, musi spełnić szereg wymagań, dokonać wyjątkowego wyczynu lub po prostu uzyskać zgodę jednostki nadrzędnej. Wraz z otrzymaniem proporca, wyznaczana jest osoba odpowiedzialna za opiekę nad proporcem – chorąży. Chorąży oprócz pilnowania proporca, dba o jego stan techniczny, decyduje kiedy powinien występować z jednostką, a także potrafi prawidłowo trzymać go w trakcie zajęć z elementami musztry. Niekiedy funkcja chorążego jest przechodnia, powołuje się czasami także całą grupę osób odpowiedzialnych w równym stopniu za stan i bezpieczeństwo proporca.
Proporce są celem podchodów i kradzieży. Ich utrata wiąże się bowiem z osłabieniem reputacji jednostki w środowisku działania, a także staje się źródłem przytyków. W takim przypadku, jednostka, która dokonała kradzieży, ma prawo żądać od okradzionych satysfakcji w formie materialnej (słodycze bądź obozowy podwieczorek) lub nie (wykonanie powierzonego zadania).

## Zobacz też

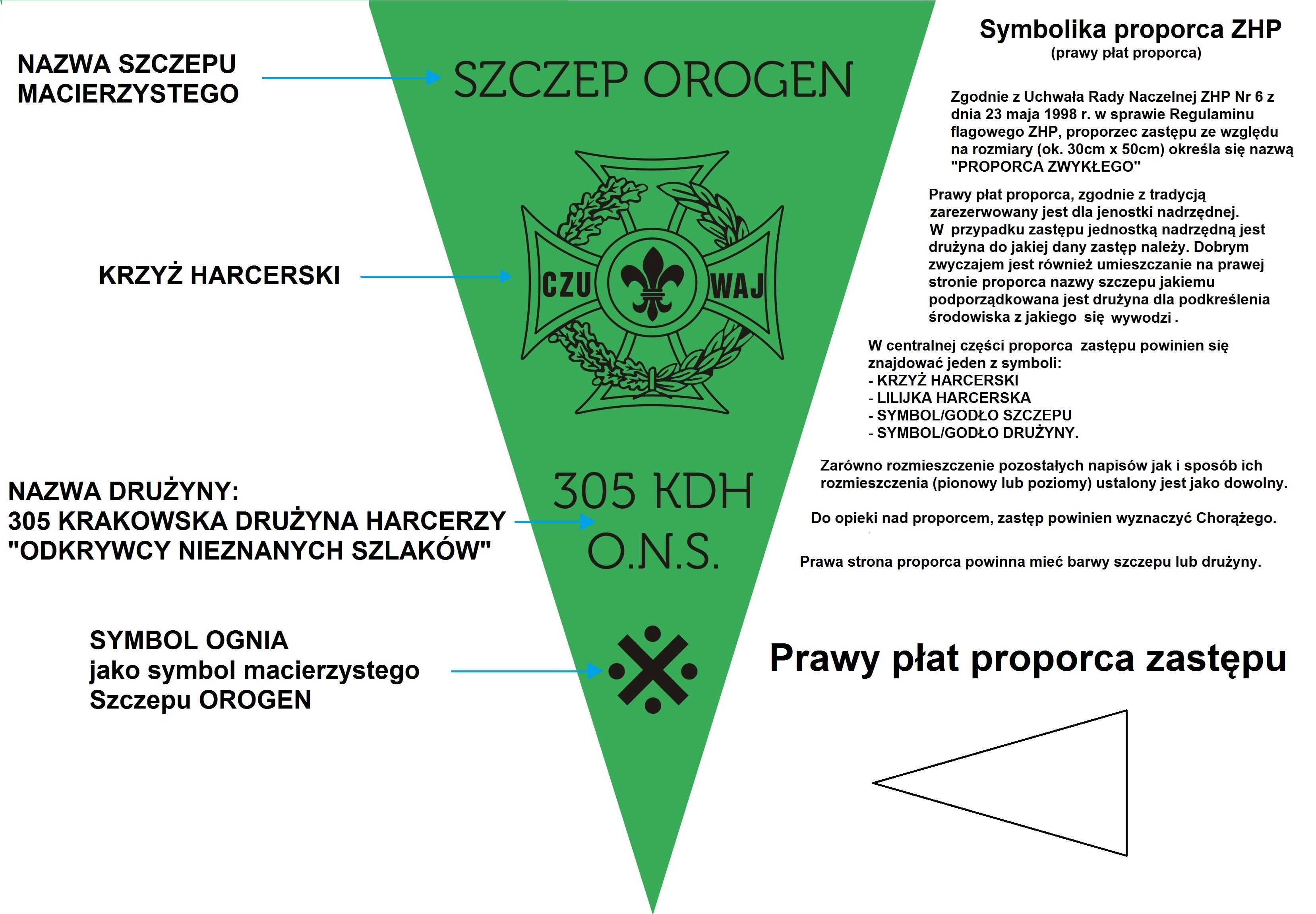
Opis symboliki proporca zastępu harcerskiego – prawy płat